# Upogebia pusilla
Upogebia pusilla är en kräftdjursart som först beskrevs av Vincenzo Petagna 1792.  Upogebia pusilla ingår i släktet Upogebia och familjen Upogebiidae. Arten har ej påträffats i Sverige. Inga underarter finns listade i Catalogue of Life.